# Емельянов, Александр Адрианович
Александр Адрианович Емельянов (27 июня (8 июля) 1878, Олонки, Российская империя — 7 января 1946, Москва, СССР) — российский и советский зоолог, герпетолог, исследователь Дальнего Востока. Автор 37 научных работ, 14 из которых не были опубликованы при его жизни, в том числе монография «Амфибии и рептилии Советского Дальнего Востока». Описал два вида щитомордников, из которых на июль 2023 г. признаётся уссурийский щитомордник Gloydius ussuriensis (Emelianov, 1929), а каменистый щитомордник Gloydius saxatilis (Emelianov, 1937) считается младшим синонимом среднего щитомордника. По сборам Емельянова из Китая А. М. Никольский описал вид лягушек Glandirana emeljanovi, названный в его честь.

## Биография
Родился 27 июня (8 июля) 1878 г. в селе Олонки Иркутской губернии в семье нерчинского мещанина Адриана Артёмьевича Емельянова и его жены Анны Михайловны. Учился в образцовой школе при Иркутской учительской семинарии, после в городском училище. В 1884—1886 гг. обучался в Иркутской учительской семинарии, но вышел из неё из-за «политической неблагонадёжности». В 1887 г. переехал в Красноярск, где работал делопроизводителем у присяжного поверенного. Уже летом 1888 г. он был связан с Императорской академии наук, собирая для Зоологического музея коллекцию насекомых Енисейской губернии. В 1899—1901 гг. отбывал воинскую повинность, служа ратником ополчения второго отряда. В 1901 г. временно устроился на работу табельщиком в депо Вяземское на Уссурийской железной дороге. В это же время он впервые посетил Дальний Восток. В 1903 г. получил звание учителя начального училища, после чего начал преподавать в церковно-приходском училище в селе Адими (ныне Пойма). В 1904 г. венчался с Маргаритой Алексеевной Кулябко-Корецкой. В 1907 г. у них рождается сын Александр, а в 1909 г. — второй сын, Григорий. С 1905 г. Емельянов становится членом Всероссийского союза учителей.
В 1907—1911 гг. обучался в Томском учительском институте, по окончании обучения получив звание учителя городского училища. Одновременно с обучением работал на кафедре зоологии Томского университета у профессора Н. Ф. Кащенко. Тогда же он познакомился с профессором А. М. Никольским и заинтересовался герпетологией. С 1910 преподавал в Харбинской трёхклассной Торговой школе КВЖД, а с 1911 — в Черниговского 4-классного городского училища. В 1912 г. женится второй раз на Елизавете Николаевне Пенкиной, учительнице Матвеевского приходского училища Хабаровского уезда. В 1914 г. был принят в члены Русского энтомологического общества. В октябре того же года он назначается учителем Черниговского высшего начального училища. В том же году выходит его первая статья «К биологии змей Манчжурии и Приморской области».
Емельянов активно сотрудничает с Обществом изучения Амурского края. Он являлся одним из первых членов Южно-Уссурийского отделения Приамурского отдела Русского географического общества. В 1923—1928 гг. обучается в Государственном Дальневосточном университете, защитив по окончании работу «Змеи Дальнего Востока и их ядовитость». После он преподавал в Педагогическом институте и до 1931 г. работал научным сотрудником в Дальневосточном краеведческом научно-исследовательском институте. В 1924 г. участвует в экспедиции от лесного отдела ГДУ в бассейнах рек Ботчи и Копи по северу Сихотэ-Алиня, в 1926 г. был командирован ДВКНИИ в район реки Самарга для проведения зоологических и этнографических исследований, а в 1933 г. — Дальневосточным филиалом АН СССР в Сихотэ-Алинь для проведения зоологической охотопромысловой экспедиции.
В 1935 г. зоологический сектор Дальневосточного филиала АН СССР был ликвидирован по делу «О контрреволюционной, шпионско-повстанческой и вредительской организации», и Емельянова перевели в Супутинский (ныне Уссурийский) заповедник. В конце того же года он был командирован в Ленинград для обработки научных материалов и защиты диссертации. Однако в декабре ему была присуждена степень кандидата биологических наук без защиты диссертации и должность старшего научного сотрудника. В 1937 г. Емельянова назначают исполняющим обязанности заведующего зоологическим сектором Дальневосточного филиала АН СССР, а в июле 1938 г. — заведующим сектором наземных позвоночных. От филиала он получил поручение подготовить монографию по амфибиям и рептилиям Дальнего Востока, которая вошла в план работ как диссертация на соискание докторской степени. Однако в 1939 г. Дальневосточный филиал закрывают. При поддержке В. Л. Комарова Емельянова приглашают в Казахский филиал АН СССР, где он работал младшим научным сотрудником в Бетпакдалинском стационаре, а с 1940 г. — преподавал на кафедре зоологии в Казахском университете и заведует зоологическим музеем. В 1941 г. должна была случиться защита его докторской диссертации, однако из-за начавшейся Великой Отечественной войны она прошла лишь в 1943 г.
В это время у Емельянова обнаружилась опухоль в верхних дыхательных путях, и он перенёс операцию и несколько сеансов лучевой терапии. В 1944 г. Емельянову присуждается профессорское звание и он вместе с семьёй переезжает на Дальний Восток в Ворошилов-Уссурийский. В конце зимы 1945 г. болезнь возвращается, и в марте он выезжает в Москву, где был помещён для лечения в Центральный онкологический институт к профессору И. Я. Сендульскому. 7 января 1946 г. Емельянов скончался в больнице. По своему завещанию, он был похоронен в Супутинском заповеднике, где проводил наблюдения за уссурийским когтистым тритоном.

### Опубликованные работы
- Емельянов А. А. К биологии змей Маньчжурии и Приморской области // Ежегодник Зоологического музея Императорской академии наук. — Петроград : Типография Императорской академии наук, 1915. — Т. 20, вып. 4. — С. 558–568.
- Емельянов А. А. Пресмыкающиеся и земноводные Приморья // Приморье: Его природа и хозяйство. — Владивосток : Госкнига, 1923. — С. 128–140.
- Емельянов А. А. Северное побережье Приморья // Экономическая жизнь Дальнего Востока. — Хабаровск : Книжное дело, 1927. — № 3. — С. 185–208.
- Емельянов А. А. Промысловые звери земли орочей по данным экспедиции 1924 года // Производительные силы Дальнего Востока. Материалы Первой региональной научно-практической конференции, Хабаровск, 11–18 апреля 1926 г. — Хабаровск, Владивосток : Книжное дело, 1927. — Вып. 4: Животный мир. — С. 257–266.
- Емельянов А. А. Инструкция для сборов земноводных и пресмыкающихся // Работы кружка юных краеведов при Владивост. отд. гос. Русск. географ. общ-ва. — Владивосток : Изд. Владивост. отд. гос. Русск. географ. общ-ва, 1928. — Вып. 2. — С. 3–10.
- Емельянов А. А. Змеи Дальнего Востока // Зап. Владивост. отд. гос. Русск. географ. общ-ва (ОИАК). — Владивосток : Изд. Владивост. отд. гос. Русск. географ. общ-ва, 1929. — Т. 3(20), вып. 1. — С. 1–208.
- Емельянов А. А. Сборы птиц лета 1924 г. по рр. Ботчи и Копи и Северного Сихотэ-Алиня, Хабаровского округа Дальневосточного края // Зап. Владивост. отд. гос. Русск. географ. общ-ва (ОИАК). — Владивосток : Изд. Владивост. отд. гос. Русск. географ. общ-ва, 1929. — Т. 4(21). — С. 267–279.
- Емельянов А. А., Петров В. Д. Яд дальневосточных Ancistrodon (щитомордников) // Вестн. ДВФ АН СССР. — Владивосток : Дальгиз, 1932. — № 3–4. — С. 48–58.
- Емельянов А. А. К герпетофауне Шантарских островов // Вестн. ДВФ АН СССР. — Владивосток : Дальгиз, 1932. — № 3–4. — С. 78–80.
- Емельянов А. А. Фауна амфибий и рептилий долины р. Судзухе // Вестн. ДВФ АН СССР. — Владивосток : Дальгиз, 1934. — № 9. — С. 125–136.
- Емельянов А. А. Об амфибиях Охотского края // Вестн. ДВФ АН СССР. — Владивосток : Дальгиз, 1934. — № 10. — С. 119–121.
- Емельянов А. А. Амфибии и рептилии советского Сахалина // Вестн. ДВФ АН СССР. — Владивосток : Дальгиз, 1935. — № 15. — С. 65–84.
- Емельянов А. А. Новая форма из семейства Natricidae (Ophidia) на Дальнем Востоке СССР (Natrix tigrina lateralis (Berthold) ab. caerulescens nov.) // Вестн. ДВФ АН СССР. — Владивосток : Дальгиз, 1936. — № 19. — С. 111–113.
- Емельянов А. А. Гора академика Комарова в верховьях р. Копи // Вестн. ДВФ АН СССР. — Владивосток : Дальгиз, 1936. — № 20. — С. 181–186.
- Емельянов А. А. Враги жень-шеня // Вестн. ДВФ АН СССР. — Владивосток : Дальгиз, 1936. — № 21. — С. 175.
- Емельянов А. А. Предварительный список млекопитающих Супутинского заповедника // Тр. ГТС. — 1936. — Т. 1. — С. 265–266.
- Емельянов А. А. Нахождение куторы в пределах ДВ края // Вестн. ДВФ АН СССР. — Владивосток : Дальгиз, 1937. — № 22. — С. 120.
- Емельянов А. А. Нахождение у дальневосточных берегов Советского Союза морской черепахи Dermochelys coriacea (Linnaeus) // Вестн. ДВФ АН СССР. — Владивосток : Дальгиз, 1937. — № 23. — С. 105–111.
- Емельянов А. А. О новом виде щитомордника с Дальнего Востока // Вестн. ДВФ АН СССР. — Владивосток : Дальгиз, 1937. — № 24. — С. 19–40.
- Емельянов А. А. Птичий базар на о. Карамзина // Вестн. ДВФ АН СССР. — Владивосток : Дальгиз, 1937. — № 26. — С. 143.
- Емельянов А. А. Изучение яда дальневосточных щитомордников // Вестн. ДВФ АН СССР. — Владивосток : Дальгиз, 1937. — № 27. — С. 148.
- Емельянов А. А. Очерк исследований наземных животных Дальнего Востока // Вестн. ДВФ АН СССР. — Владивосток : Дальгиз, 1937. — № 27. — С. 7–36.
- Емельянов А. А. Болезни щитомордников Дальнего Востока // Вестн. ДВФ АН СССР. — Владивосток : Дальгиз, 1937. — № 25. — С. 105–106.
- Емельянов А. А. К биологии безлегочного тритона (Onychodactylus fischeri) // Зоологический журнал. — 1947. — Т. 26, вып. 1. — С. 65–70.
- Емельянов А. А. К герпетофауне Тугуро-Чумиканского района, Нижне-Амурской области // Тр. ДВФ им. В.Л. Комарова АН СССР. Сер. зоол.. — Владивосток : ДВФ АН СССР, 1951. — № 25. — С. 107–110.

Кроме того, в 2018 году по решению Дальневосточного отделения РАН была впервые опубликована монография:
- Емельянов А. А. Амфибии и рептилии Советского Дальнего Востока. — Владивосток : Дальнаука, 2018. — 416 с.

Ещё 11 работ Емельянова не были опубликованы на момент 2018 г. и хранятся в виде рукописей в Архиве Президиума Дальневосточного отделения РАН.